# Felix Octavius Carr Darley

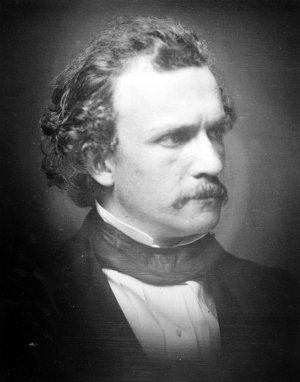

Felix Octavius Carr „F. O. C.“ Darley (* 23. Juni 1822 in Philadelphia, Pennsylvania, Vereinigten Staaten von Amerika; † 27. März 1888 in Claymont, Delaware, Vereinigten Staaten von Amerika) war ein US-amerikanischer Illustrator, dessen Schwerpunkt die Illustration literarischer Werke war.

## Leben
Felix Octavius Carr Darley wurde am 23. Juli 1822 in Philadelphia, Pennsylvania geboren. Er war ein autodidaktischer Künstler, als welcher er zunächst verschiedene Illustrationen für einen in Philadelphia ansässigen Verlag, bei dem er angestellt war, anfertigte. So bearbeitete er schon früh eine große Bandbreite an Aufträgen und beherrschte folglich eine Vielzahl von Sujets.
Als Darley nach New York zog, konnte er sich hinsichtlich der Publikationen, die seine Illustrationen verwendeten, verbessern. So erschienen Bilder Darleys in der Harper’s Weekly und in Büchern verschiedener Verlage. Für Benson John Lossings History of the United States fertigte Darley ganze fünfhundert Zeichnungen an. Ferner illustrierte Darley mit seinen Lithografien eine Ausgabe von Washington Irvings The Legend of Sleepy Hollow. Auch Szenen aus dem Leben amerikanischer Ureinwohner zählen zu den Werken Darleys aus dieser Schaffensphase.
Am 31. Januar 1843 schloss Darley einen Vertrag mit Edgar Allan Poe über Illustrationen für dessen geplantes Literaturmagazin The Stylus. Der Vertrag, der bis zum 1. Juli 1844 Gültigkeit hatte, verlangte von Darley mindestens drei und nicht mehr als fünf Illustrationen im Monat. Diese sollten laut Vertrag auf Holz oder Papier angefertigt werden. Mit jeder Illustration hätte Darley 7 USD verdient. Allerdings wurde The Stylus nie produziert. Darley fertigte aber die Illustrationen zum letzten Band von Poes Der Goldkäfer an.
1848 erstellte Darley die Zeichnungen für die erste vollständig illustrierte Ausgabe von Washington Irvings Rip Van Winkle, der Kurzgeschichte eines Bauers, der während der Kolonialzeit in einen Zauberschlaf fällt und erst nach dem Unabhängigkeitskrieg wieder erwacht. Gedruckt und herausgegeben wurde diese Ausgabe von der American Art-Union. Noch im selben Jahr illustrierte Darley eine Ausgabe des ebenfalls aus Irvings Feder stammenden The Sketch Book of Geoffrey Crayon, Gent. 1855 folgte eine illustrierte Ausgabe von Irvings Wolfert's Roost.
1868 publizierte Darley sein eigenes Buch mit Zeichnungen seiner Europareise: Sketches Abroad with Pen and Pencil.
1851 wurde er Ehrenmitglied der National Academy of Design. Ein Jahr später erhob man ihn in den Stand eines Vollmitglieds.
Darley starb im Alter von 65 Jahren am 27. März 1888 in seinem Haus in Claymont, Delaware. Beigesetzt wurde er allerdings auf dem Mount Auburn Cemetery in Cambridge, Massachusetts. Darleys Viktorianisches Herrenhaus in Claymont ist heute als das Darley House bekannt und wurde 1974 in den National Register of Historic Places aufgenommen.

## Werk

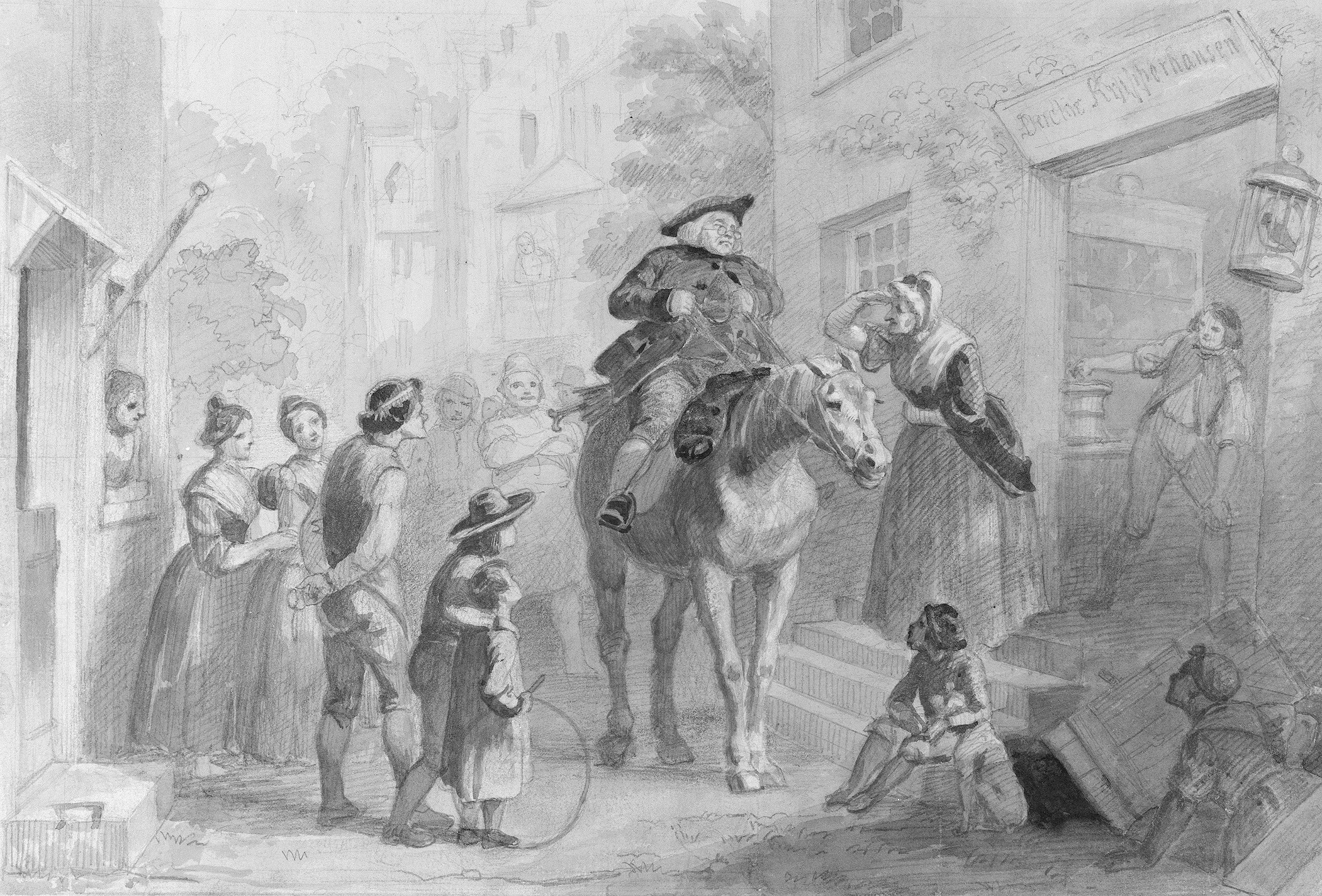
Dorfszene mit niederländischen Kolonialisten (Hosack Album) MET

Der Schwung und Elan von Darleys Stil, seine Fertigkeiten und seine Vielseitigkeit sowie die überdurchschnittliche Leistung seiner vielen Werke machen Darley zu einem der bedeutendsten amerikanischen Illustratoren überhaupt. Den Großteil seines äußerst umfangreichen Werks bilden Buchillustrationen von Werken namhafter englischsprachiger Autoren – allen voran William Shakespeare. Besonders hervorzuheben ist unter den zahlreichen Autoren, deren Werk Darley illustrierte, Washington Irving, der die ersten Kurzgeschichten und Erzählungen in der Geschichte der Vereinigten Staaten verfasste. Darley illustrierte aus Irvings Feder The Legend of Sleepy Hollow, Rip Van Winkle und The Sketch Book of Geoffrey Crayon, Gent. An die 350 Illustrationen fertigte Darley im Laufe seiner Karriere für James Fenimore Cooper an. Diese Illustrationen von Coopers Romanen wurden zwischen 1859 und 1861 im Rahmen von Sonderausgaben der Bücher veröffentlicht.
Andere Autoren, deren Arbeiten Darley illustrierte, waren Edgar Allan Poe, Mary Mapes Dodge, Charles Dickens, Henry Wadsworth Longfellow, Nathaniel Hawthorne, Donald Grant Mitchell, George Lippard, Clement Clarke Moore, Nathaniel Parker Willis, Harriet Beecher Stowe und Francis Parkman.
Doch zu Darleys Werk gehören nicht nur Lithografien, Zeichnungen, Gravuren und Ätzungen, sondern auch Gemälde mit Wasserfarben. Diese Gemälde zeigten für gewöhnlich Szenen aus der noch jungen US-amerikanischen Geschichte. Doch auch in Form von Zeichnungen und Drucken illustrierte Darley die Geschichte seines Landes.
Auch seine Vignetten für Banknoten sollte man nicht unerwähnt lassen.